# Đội tuyển bóng đá quốc gia Cộng đồng các Quốc gia Độc lập
Đội tuyển bóng đá quốc gia Cộng đồng các quốc gia độc lập là một đội tuyển quốc gia tạm thời của Liên đoàn bóng đá Liên Xô năm 1992. Họ được chấp thuận là đội đại diện cho Cộng đồng các Quốc gia Độc lập (CIS hay SNG). Đội CIS/SNG được thành lập nằm trong một phần của sự chuyển giao đã được lên kế hoạch trước. Trước đó Đội tuyển quốc gia Liên Xô đã giành vé tham dự Euro 1992 qua vòng loại năm 1991, chỉ có một cách duy nhất để giữ suất của đội Xô Viết thi đấu tại giải đấu là có một đội thống nhất.
Kết thúc Euro 1992, đội bóng được chuyển giao thành Đội tuyển bóng đá quốc gia Nga.

## Hoàn cảnh

Quốc kỳ được sử dụng bởi đội CIS/SNG tại Euro 1992.

Với việc Liên Xô chính thức không còn tồn tại vào ngày 1 tháng 1 năm 1992, vì thế tất cả các tổ chức bao gồm cả liên đoàn bóng đá cũng dừng hoạt động. Hiệp hội các Liên đoàn bóng đá của CIS được thành lập ngày 11 tháng 1 năm 1992 và được FIFA chấp thuận hai ngày sau đó. Bản giao hưởng số 9 của Beethoven được chọn làm bài hát. Cùng với Hiệp hội, các liên đoàn quốc gia thành viên bắt đầu được quốc tế công nhận.
Đội tuyển bóng đá quốc gia CIS, trước đây được biết đến là Đội tuyển bóng đá quốc gia Liên Xô, tham dự Euro 1992 vào tháng 6 năm 1992. Họ ngừng hoạt động sau đó, tất cả kết quả thi đấu được chuyển giao cho Đội tuyển bóng đá quốc gia Nga đội thi đấu trận đầu tiên vào tháng 8 năm 1992.
Đội tuyển bóng đá quốc gia CIS được dẫn dắt bởi Anatoly Byshovets. Đội không giành được kết quả như mong đợi tại Giải vô địch bóng đá châu Âu 1992, xếp cuối vòng bảng, nhưng cũng giành được hai trận hòa đáng chú ý với Đức và Hà Lan, trước khi thua 3–0 trước Scotland khiến họ bị loại.

## Kết quả thi đấu tại Giải vô địch châu Âu
| Nắm       | Vòng      | Vị trí | Tr | T | H | B | BT | BB |
| --------- | --------- | ------ | -- | - | - | - | -- | -- |
| 1992      | Vòng bảng | thứ 8  | 3  | 0 | 2 | 1 | 1  | 4  |
| Tổng cộng | 1/1       | thứ 8  | 3  | 0 | 2 | 1 | 1  | 4  |

## Các liên đoàn quốc gia sau Xô Viết

### Các liên đoàn quốc gia của Hiệp hội CIS
| Armenia      | 18 tháng 1 năm 1992  | Đội tuyển quốc gia | UEFA |
| Azerbaijan   | tháng 3 năm 1992     | Đội tuyển quốc gia | UEFA |
| Belarus      | 1989                 | Đội tuyển quốc gia | UEFA |
| Georgia      | 15 tháng 2 năm 1936  | Đội tuyển quốc gia | UEFA |
| Kazakhstan   | 1992                 | Đội tuyển quốc gia | UEFA |
| Kyrgyzstan   | 25 tháng 2 năm 1992  | Đội tuyển quốc gia | AFC  |
| Moldova      | 14 tháng 4 năm 1990  | Đội tuyển quốc gia | UEFA |
| Nga          | 8 tháng 2 năm 1992   | Đội tuyển quốc gia | UEFA |
| Tajikistan   | 1936                 | Đội tuyển quốc gia | AFC  |
| Turkmenistan | 1992                 | Đội tuyển quốc gia | AFC  |
| Ukraine      | 13 tháng 12 năm 1991 | Đội tuyển quốc gia | UEFA |
| Uzbekistan   | 1946                 | Đội tuyển quốc gia | AFC  |

### Các liên đoàn quốc gia không thuộc Hiệp hội CIS
| Estonia   | 14 tháng 12 năm 1921 | Đội tuyển quốc gia | UEFA |
| Latvia    | 1921                 | Đội tuyển quốc gia | UEFA |
| Lithuania | 9 tháng 12 năm 1922  | Đội tuyển quốc gia | UEFA |

## Danh sách đăng ký UEFA Euro 1992
Huấn luyện viên trưởng: Anatoliy Byshovets
| Số | Vt | Cầu thủ                | Ngày sinh (tuổi)            | Số trận | Câu lạc bộ        |
| -- | -- | ---------------------- | --------------------------- | ------- | ----------------- |
| 1  | TM | Dmitri Kharine         | 16 tháng 8, 1968 (23 tuổi)  | 12      | CSKA Moscow       |
| 2  | HV | Andrey Chernyshov      | 7 tháng 1, 1968 (24 tuổi)   | 23      | Spartak Moscow    |
| 3  | HV | Kakhaber Tskhadadze    | 7 tháng 9, 1968 (23 tuổi)   | 5       | Spartak Moscow    |
| 4  | HV | Akhrik Tsveiba         | 10 tháng 9, 1966 (25 tuổi)  | 22      | Dynamo Kiev       |
| 5  | HV | Oleh Kuznetsov         | 22 tháng 3, 1963 (29 tuổi)  | 60      | Rangers           |
| 6  | TV | Igor Shalimov          | 2 tháng 2, 1969 (23 tuổi)   | 23      | Foggia            |
| 7  | TV | Oleksiy Mykhaylychenko | 30 tháng 3, 1963 (29 tuổi)  | 38      | Rangers           |
| 8  | TĐ | Andrei Kanchelskis     | 23 tháng 1, 1969 (23 tuổi)  | 20      | Manchester United |
| 9  | TV | Sergei Aleinikov       | 7 tháng 11, 1961 (30 tuổi)  | 75      | Lecce             |
| 10 | TV | Igor Dobrovolski       | 27 tháng 8, 1967 (24 tuổi)  | 26      | Servette          |
| 11 | TĐ | Sergei Yuran           | 11 tháng 6, 1969 (22 tuổi)  | 13      | Benfica           |
| 12 | TM | Stanislav Cherchesov   | 2 tháng 9, 1963 (28 tuổi)   | 10      | Spartak Moscow    |
| 13 | TĐ | Sergei Kiriakov        | 1 tháng 1, 1970 (22 tuổi)   | 8       | Muangthong United |
| 14 | TĐ | Volodymyr Lyutyi       | 20 tháng 4, 1962 (30 tuổi)  | 5       | MSV Duisburg      |
| 15 | TĐ | Igor Kolyvanov         | 6 tháng 3, 1968 (24 tuổi)   | 22      | Foggia            |
| 16 | TV | Dmitri Kuznetsov       | 28 tháng 8, 1965 (26 tuổi)  | 17      | Espanyol          |
| 17 | TV | Igor Korneev           | 4 tháng 9, 1967 (24 tuổi)   | 5       | Espanyol          |
| 18 | HV | Viktor Onopko          | 14 tháng 10, 1969 (22 tuổi) | 1       | Spartak Moscow    |
| 19 | TV | Igor Lediakhov         | 22 tháng 5, 1968 (24 tuổi)  | 7       | Spartak Moscow    |
| 20 | HV | Andrei Ivanov          | 6 tháng 4, 1967 (25 tuổi)   | 3       | Spartak Moscow    |

Tổng cộng đội hình CIS bao gồm 8 người Nga, 6 người Ukraina (1 sinh ra ở Đức), 1 người Gruzia, 1 người Belarus, 1 người Abkhazia, 1 người Circassia, và 1 người Ossetia. Số lần ra sân bao gồm các trận đấu thi đấu cho Liên Xô cũng như CIS. Một vài cầu thủ đồng thời thi đấu cho các đội tuyển quốc gia khá như Kakhaber Tskhadadze (Gruzia) và Akhrik Tsveiba (Ukraina).
Phần lớn các cầu thủ (được in đậm) sau đó thi đấu cho Đội tuyển bóng đá quốc gia Nga, đội sau đó giành quyền thi đấu tại FIFA World Cup 1994 ở Hoa Kỳ. Do sự cố liên quan tới Lá đơn của mười bốn người vào tháng 11 năm 1993 (vì thành tích kém của đội), Igor Shalimov, Igor Dobrovolsky, Igor Kolyvanov, Sergei Kiriakov, Vasili Kulkov, và Andrei Kanchelskis đã bị loại ra khỏi đội tuyển. Oleg Salenko và Andrei Ivanov, cũng đá ký vào lá đơn, cuối cùng thì họ đã rút lại. Tsveiba và Chernyshov sau đó được gọi vào Đội tuyển bóng đá quốc gia Nga.
Mặc dù gần một phần ba đội đến từ Ukraina, chỉ có hai cầu thủ người Ukraine và Abkhazia (Akhrik Tsveina) từng chơi cho Đội tuyển bóng đá quốc gia Ukraina, trong khi đó bốn người còn lại chọn đội tuyển Nga.